# Aletta d'estremità

Lo schema della funzione delle alette d'estremità di un Boeing 737

In aerodinamica l'aletta d'estremità, anche detta winglet, è un dispositivo usato per migliorare l'efficienza aerodinamica di un'ala diminuendo la resistenza indotta causata dai vortici d'estremità. L'aletta d'estremità è un'estensione verticale o angolata dell'estremità alare. La forma della winglet, oltre per ridurre la formazione dei vortici di estremità ( tip vortex), è studiata per generare una componente di portanza (orizzontale rispetto al velivolo) diretta in avanti così da contrastare la resistenza totale del velivolo. 

## Descrizione

Esempi schematici di estremità:
1 - Rounded; 2 - Sharp; 3 - Cut-off; 4 - Hoerner; 5 - Drooped

Esempi schematici di estremità:
6 - Upswept; 7 - Aftswept; 8 - Cut-off forward swept; 9 - Endplate; 10 - Winglet

L'aletta d'estremità ha un effetto simile ad un aumento dell'allungamento alare (A = b ² / S, dove b è l'apertura alare ed S è la superficie alare) di un'ala, ovvero la diminuzione dell'intensità dei vortici di estremità con conseguente aumento dell'efficienza aerodinamica dell'ala. Un'ala dotata di winglet è però leggermente più pesante della stessa ala sprovvista di essa; ciò accade non soltanto per il peso della winglet stessa, ma anche per via di una maggiore rigidezza strutturale necessaria proprio per la presenza della winglet (al fine di evitare fenomeni di risonanza strutturale come il flutter, la presenza della winglet richiede generalmente una riprogettazione dell'ala al fine di ottenere una maggiore rigidezza torsionale e/o flessionale). Un aumento della sola apertura alare permetterebbe una diminuzione della resistenza indotta, ma, anche in questo caso, con un conseguente aumento della resistenza di forma e della robustezza strutturale necessaria e quindi del peso. La differenza sostanziale è che l'aletta d'estremità agisce realizzando un'estensione virtuale dell'allungamento alare, ma senza di fatto accrescere l'apertura alare stessa ottenendo quindi un risparmio di peso a parità di efficienza aerodinamica (poiché un aumento effettivo dell'apertura alare comporterebbe una struttura non solo più rigida, ma necessariamente anche più robusta e quindi più pesante). È però da considerare che la struttura di un'ala con winglet è generalmente più complessa e più costosa sia da realizzare che da progettare.
L'angolo di inclinazione dell'asse dell'aletta rispetto all'orizzonte è chiamato campanatura (in inglese cant), mentre l'angolo di svergolamento dell'ala alla base dell'aletta è chiamato piede (in inglese toe). Questi parametri, come anche l'angolo di freccia e la forma generale, sono determinanti per le prestazioni dell'aletta. Infatti i vortici d'estremità ruotano attorno all'aletta e la forma ne influenza il moto.
Visto che pregi e difetti sono simili, la scelta di usare le winglets o di aumentare l'apertura alare dipende da numerosi fattori. In linea di massima sono impiegate in aeromobili di linea di vecchia concezione, come ad esempio l'Airbus A340, il Boeing 747-400 o il Boeing 757-200WL mentre altri come il Boeing 777 evitano di adottarle in quanto le ali, di nuovissima concezione e altamente efficienti, non troverebbero grande giovamento dalla loro applicazione. Questo non è vero in generale: infatti l'Airbus ha scelto di adottarle indistintamente su qualsiasi configurazione alare. Il loro impiego è molto sviluppato nei veleggiatori, in quanto permette di limitare le loro già ampie aperture alari.
Recentemente vengono offerte alette d'estremità come equipaggiamento aggiuntivo per il Boeing 737, il 757 e il Raytheon Hawker 800 dalla Aviation Partners Inc., migliorando le prestazioni di questi aeroplani e le caratteristiche di efficienza aerodinamica. Nel 2006, la maggior parte degli operatori più importanti di 737 e 757 hanno scelto di modificare le loro flotte con le alette d'estremità a causa degli elevati prezzi del combustibile. La Aviation Partners Inc. sta sviluppando oggi un sistema di alette per il 767-300ER.
Alcuni aerei di linea si sono avvantaggiati del fatto che le alette siano visibili dalla maggior parte dei passeggeri dai finestrini dell'aeroplano. Infatti, ad esempio la Southwest Airlines o la WestJet, pubblicizzano il loro sito internet sulla parete interna delle alette dei loro 737.
L'idea è stata presa dallo studio dei volatili, infatti molte varietà di uccelli presentano delle piume all'estremità dell'ala che, durante il volo, flettono verso l'alto e sono quindi in grado di ridurre la formazione dei vortici riducendo la resistenza e migliorando l'aerodinamica dell'ala.

## Galleria d'immagini

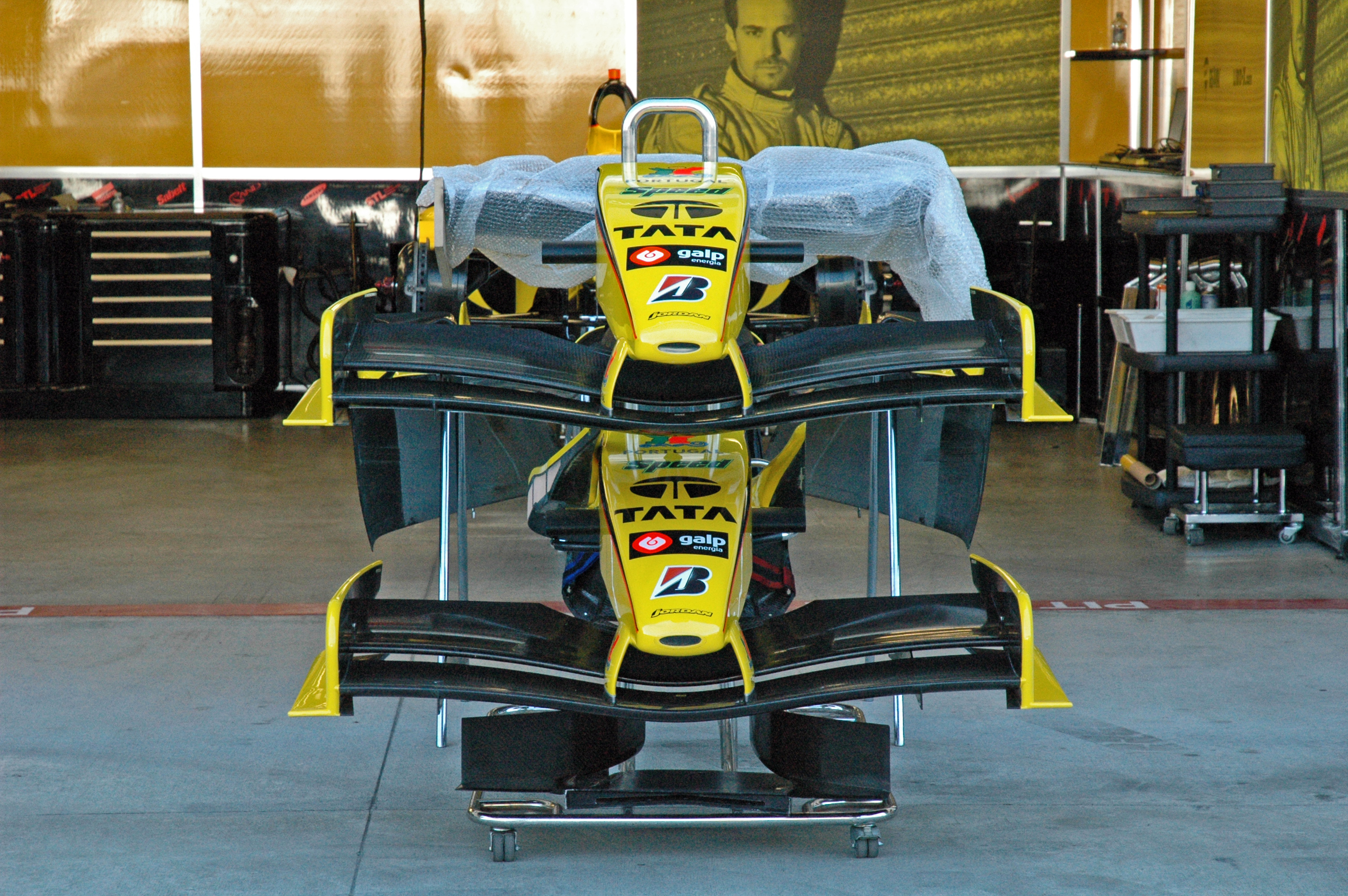
Le alette d'estremità sono usate anche per l'aerodinamica delle auto da corsa, ma il nome appropriato sarebbe paretine antiscorrimento. Qui dei musetti della Jordan di Formula 1.
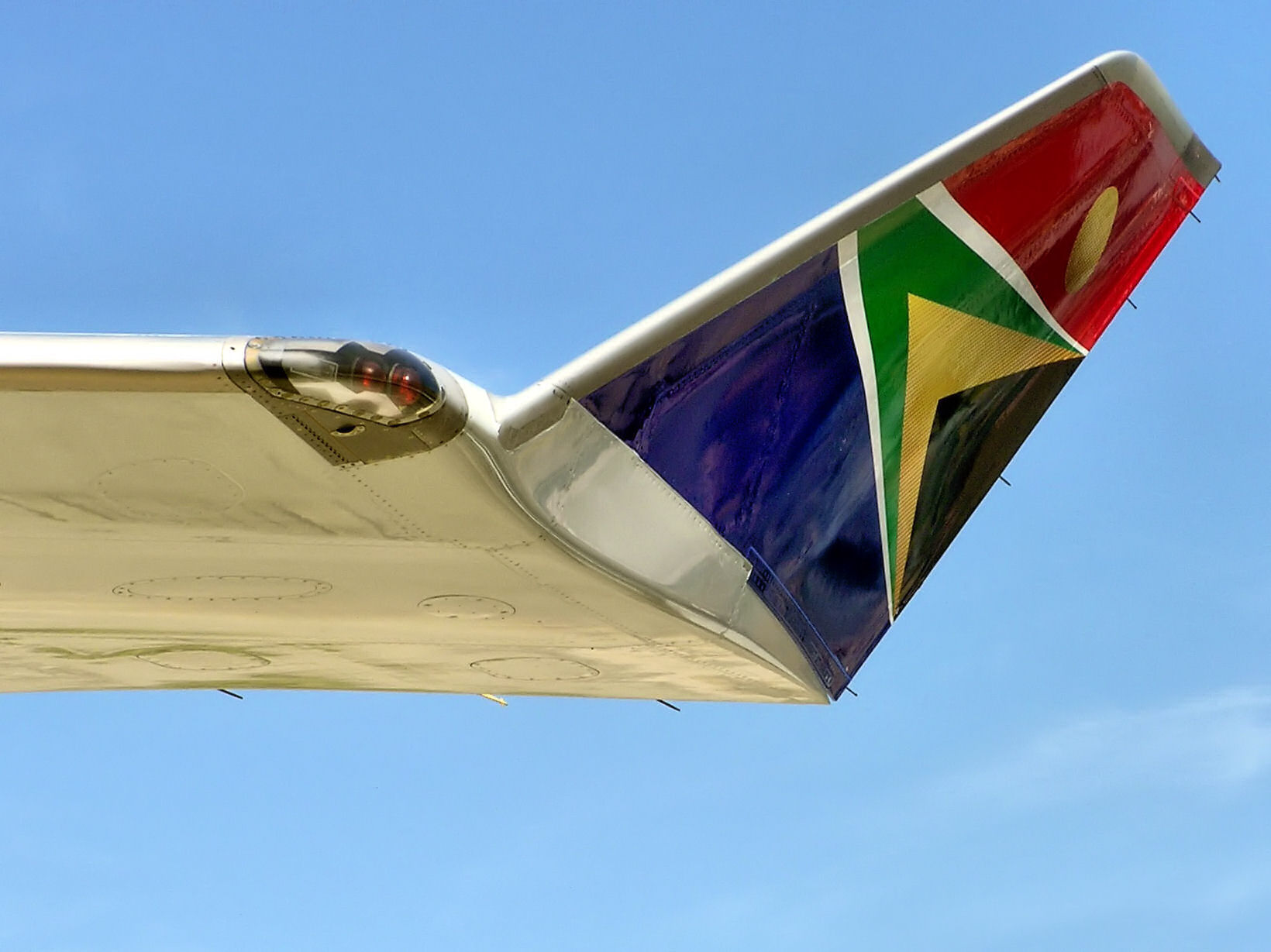
Aletta d'estremità su un Boeing 747-400 della South African Airways. Queste alette di estremità sono utilizzate anche per gli Airbus A340 e gli Airbus A330.
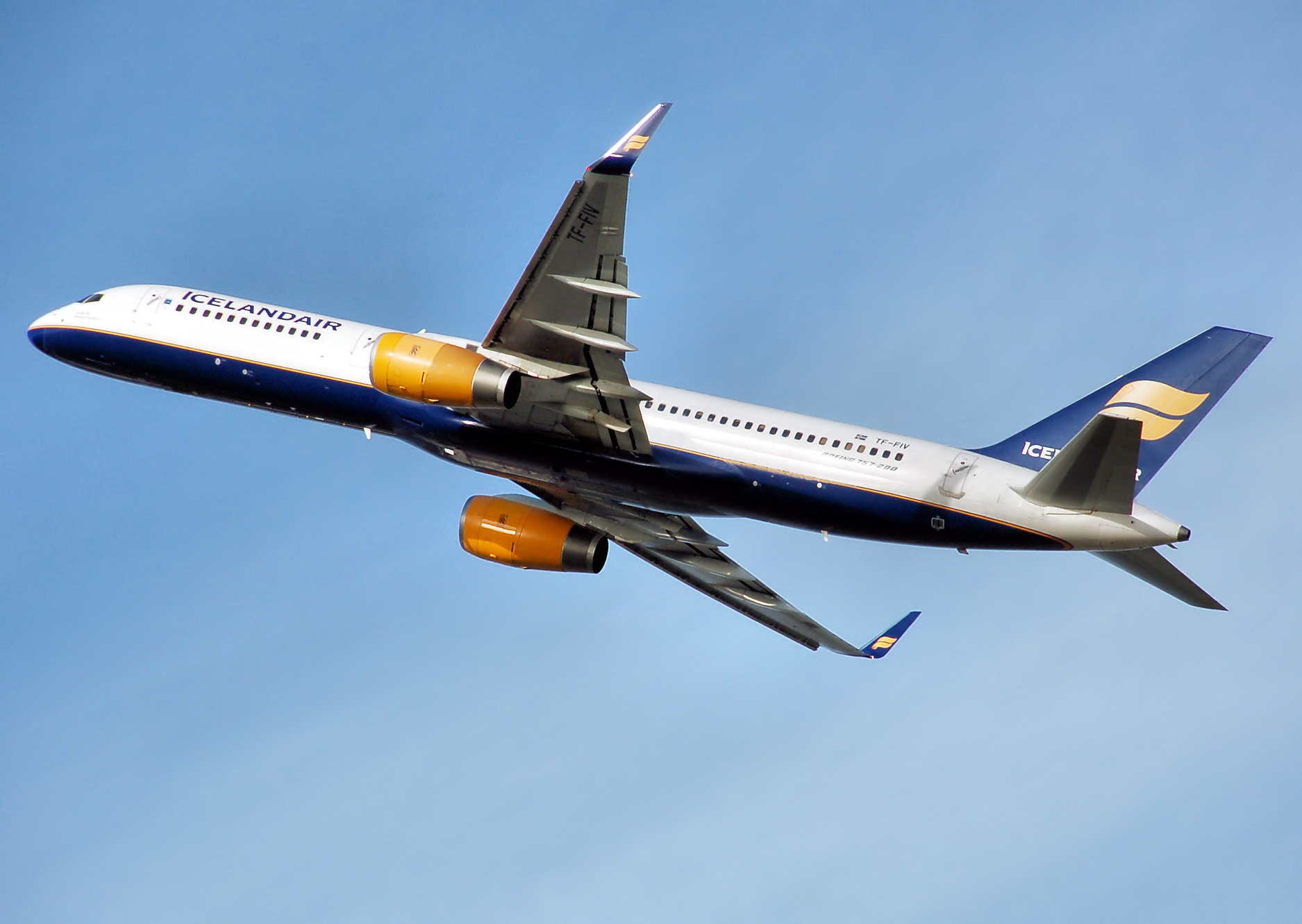
Alette d'estremità su un Boeing 757-200 dell'Icelandair.
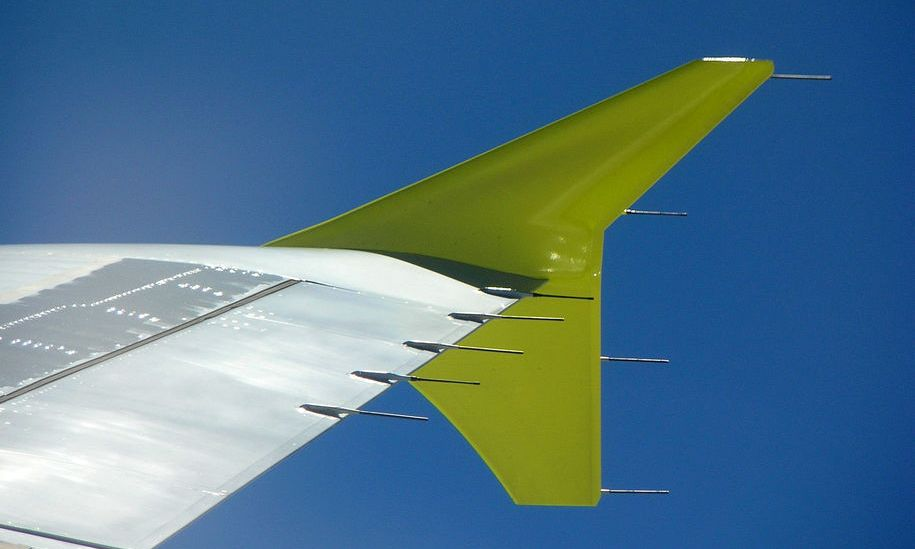
Alette d'estremità su un Airbus A319 della spagnola Vueling; numerose le antenne per la dispersione dell'elettricità statica.
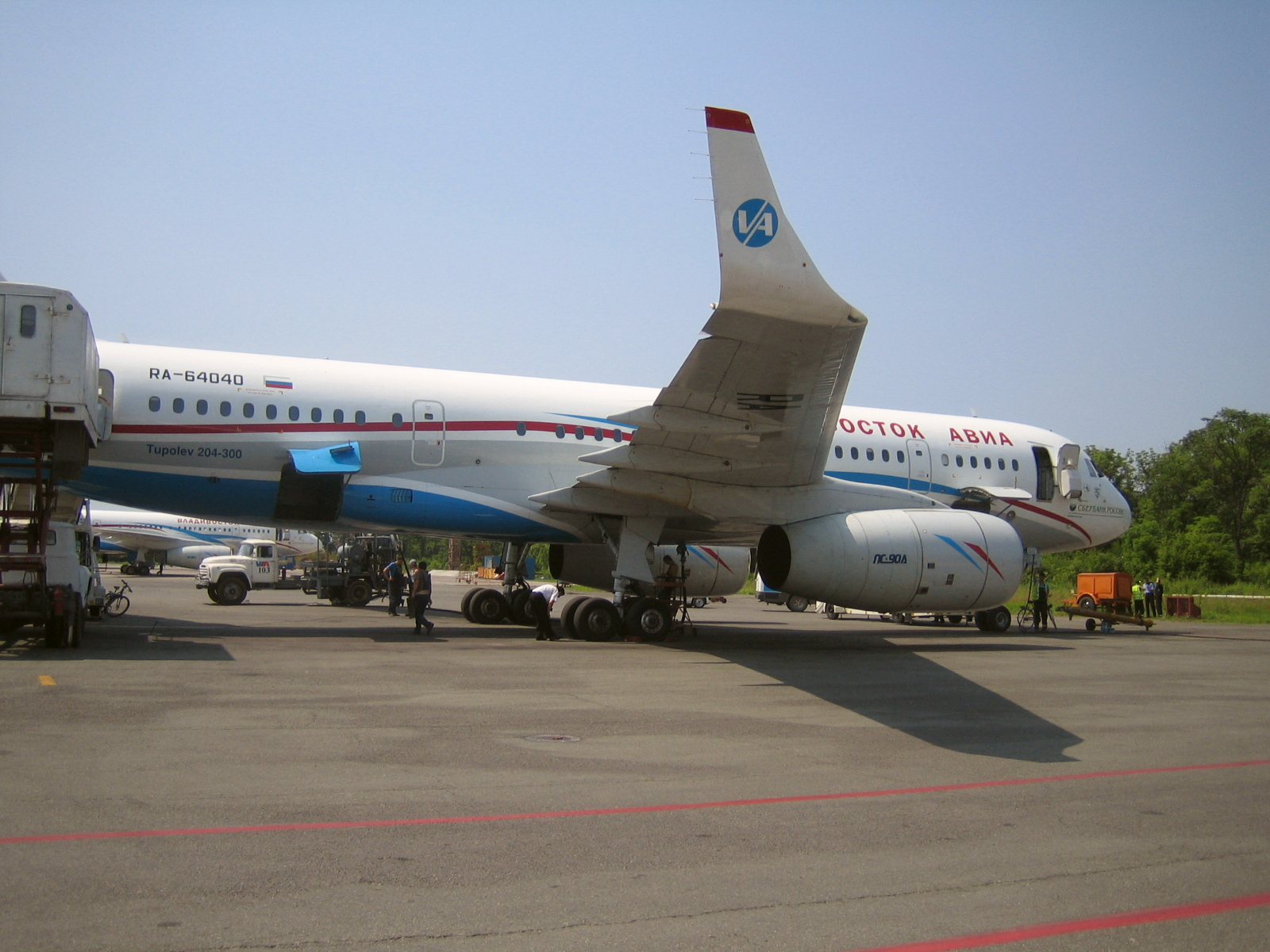
Alette d'estremità su un Tupolev Tu-204-300 della russa Vladivostok Avia.
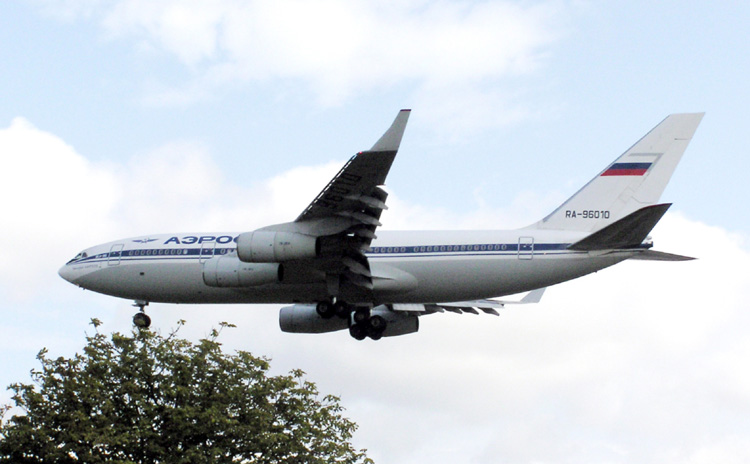
Alette d'estremità su un Ilyushin Il-96 della russa Aeroflot.
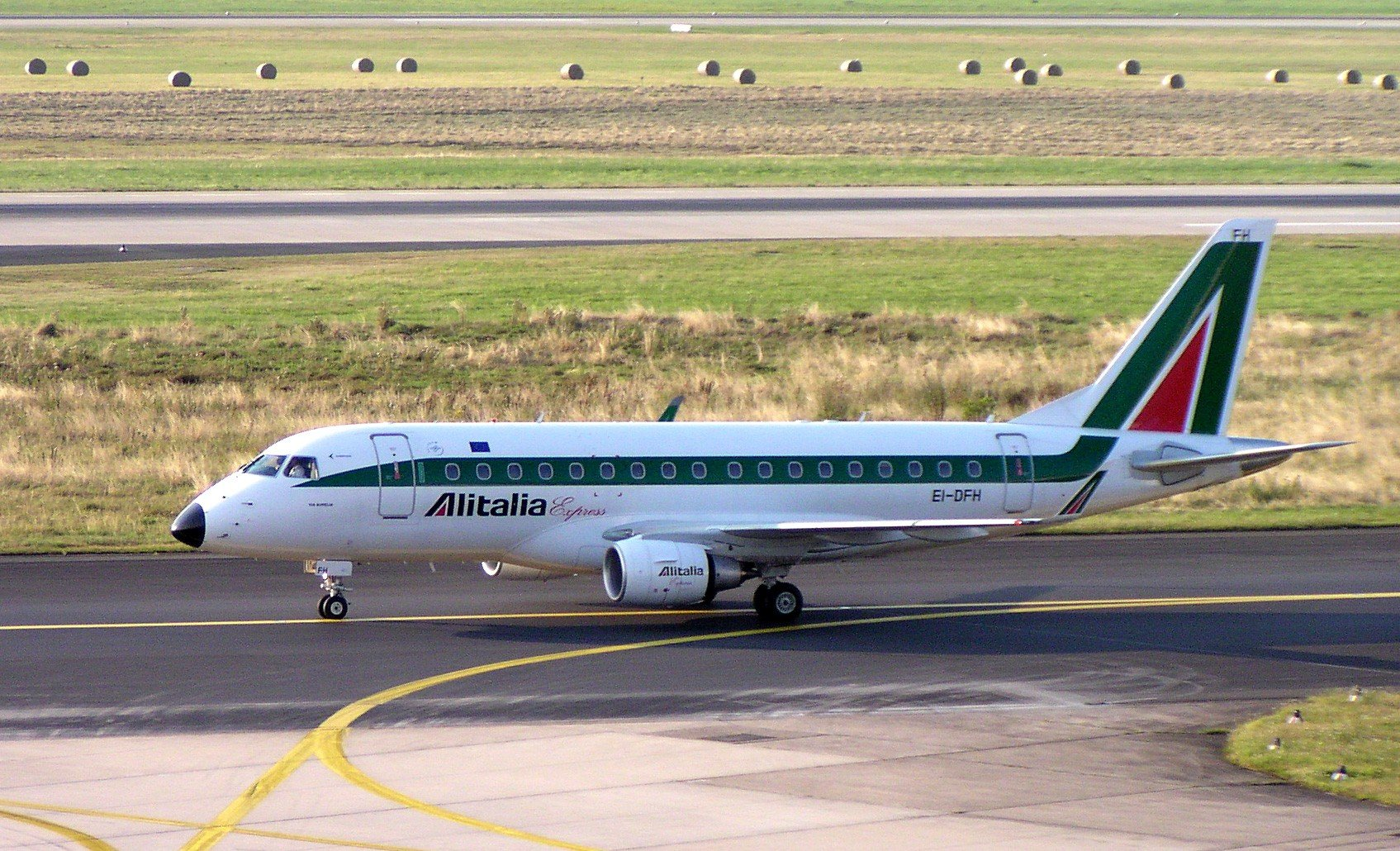
Alette d'estremità su un Embraer 170LR dell'italiana Alitalia.
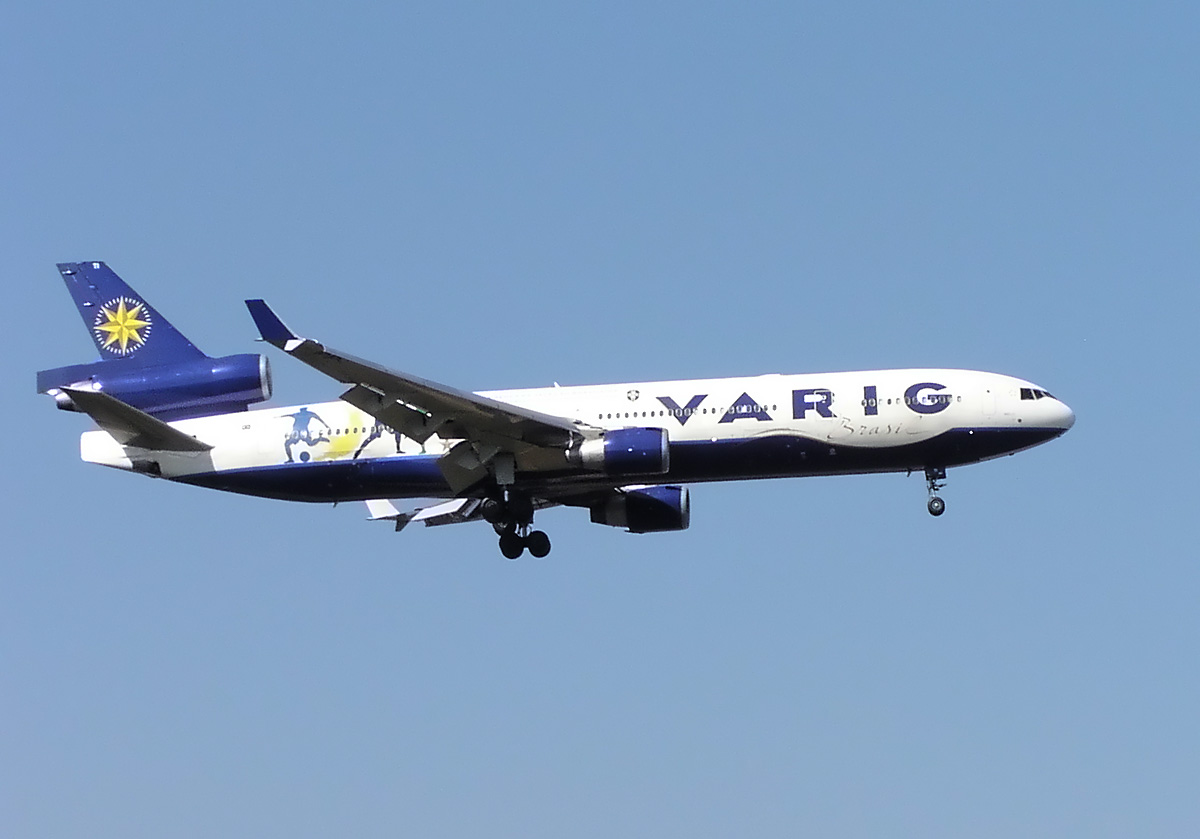
Alette d'estremità su un McDonnell Douglas MD-11 della brasiliana Varig.